# Virgilio di Graben
Virgilio di Graben (in tedesco: Virgil von Graben, anche Virgil vom Graben, con il titolo di Sommeregg) (1430/1440 – 1507), burgravio di Lengberg, burgravio e signore di Sommeregg, fu uno dei nobili, statisti e diplomatici più importanti della contea di Gorizia.
Ha agito anche nell'impero asburgico di Federico III e Massimiliano I come consigliere di grande importanza. Come tale guidò e completò la conquista della Contea di Gorizia da parte degli Asburgo.

## Biografia
Virgilio di Graben apparteneva al ramo familiare carinziano-tirolese dei Signori di Graben, che ricoprì importanti cariche al tempo degli ultimi Conti di Gorizia e la cui opera portò anche la cultura rinascimentale nel Tirolo Orientale. Virgilio di Graben era il figlio del nobile Andrea di Graben. Di Graben era considerato il “nobile goriziano più ricco e capace del suo tempo”.
Nel XV Secolo Di Graben aggiunse un secondo piano al suo castello di Lengberg. La cappella del castello venne completamente ricostruita nel 1485, e il vescovo di Caorle, Pietro Carlo, la consacrò nell'ottobre di quello stesso anno. Sia l'aggiunta del secondo piano sia la costruzione della cappella furono registrate da Paolo Santonino, un umanista italiano conosciuto per i suoi diari di viaggio.
Sotto l'ultimo conte Leonardo di Gorizia, fu amministratore della contea principesca e capitano di Gorizia, consigliere fidato del conte Leonardo e del re romano-tedesco Massimiliano I. Nel 1498 Virgilio affidò a suo figlio Luca di Graben il comando del castello di Gorizia, a difesa della capitale e città residenziale di Gorizia e dei suoi dintorni. Luca ora ricopriva il ruolo di vice amministratore della contea. Come tale diresse e completò il passaggio di Gorizia al dominio asburgico, nonostante gli sforzi di Repubblica di Venezia. Alla morte del conte, il 12 aprile 1500, Massimiliano ottenne il facile passaggio di proprietà sempre grazie a Di Graben, divenuto reggente di Gorizia. Di Graben interruppe la sua collaborazione con i veneziani, che fu segreta fino ad allora, impegnandosi fortemente per l'ingresso del territorio nell'orbita asburgica. Dopo l'eredità di Gorizia a favore degli Asburgo, i Veneziani videro il loro fallimento esclusivamente nelle azioni dei signori Virgilio e Luca di Graben. Come premio per i suoi servigi, ottenne dall'imperatore il titolo di Statthalter della città di Lienz.
Questi eventi aumentarono la tensione politica tra Venezia e gli Asburgo e vennero a costituire uno degli antefatti per la guerra di Gradisca.
Nel 1500, Di Graben divenne il primo amministratore del patrimonio e successore legale di Gorizia. Sotto il dominio asburgico rimase governatore (capitano) della Contea di Gorizia fino al 1504. Oltre a diverse signorie fu burgravio (o pegno) di Lienz.

## Informazione
I dati per questo articolo sono stati presi dalla ricerca Von Graben di Matthias Laurenz Gräff.